# (300133) 2006 VF51
(300133) 2006 VF51 es un asteroide perteneciente al cinturón de asteroides descubierto el 10 de noviembre de 2006 por el equipo del Spacewatch desde el Observatorio Nacional de Kitt Peak, Arizona, Estados Unidos.

## Designación y nombre
Designado provisionalmente como 2006 VF51.

## Características orbitales
2006 VF51 está situado a una distancia media del Sol de 3,061 ua, pudiendo alejarse hasta 3,819 ua y acercarse hasta 2,303 ua. Su excentricidad es 0,247 y la inclinación orbital 0,732 grados. Emplea 1956,68 días en completar una órbita alrededor del Sol.

## Características físicas
La magnitud absoluta de 2006 VF51 es 16,6. 